# Afrodromia julianus
Afrodromia julianus är en tvåvingeart som beskrevs av Smith 1969. Afrodromia julianus ingår i släktet Afrodromia och familjen dansflugor. Inga underarter finns listade i Catalogue of Life.